# František Havelka
František Havelka (28. listopadu 1817 Loštice – 17. října 1882 Loštice) byl český malíř.

## Život
František Havelka se narodil v Lošticích Janu a Magdaleně Havelkovým. Jeho otec Jan Havelka byl malíř náboženských obrazů. Ve dvanácti letech mu otec zemřel a matka jej poslala do učení malířskému řemeslu ke strýci Josefu Ignáci Havelkovi do Brna. Po čase se vrátil do rodného města a jeho vrozený talent po otci mu zajistil pověst žádaného malíře v Lošticích a celém okolí. V roce 1838 se oženil s Kateřinou Hatlánkou a usadil se v domě č. p. 194 v Lošticích. Za rok se narodil syn Jan, pozdější spisovatel a pedagog. Po pěti letech se narodil další syn Karel, který se však dožil pouhých 17 let. Manželka Kateřina svého manžela podporovala a jeho malířské umění bylo pro ni vším. František Havelka se věnoval malbě obrazů kostelních, historických, ale i podobizen. Byl velmi produktivním malířem, který zanechal po celé severní Moravě mnoho svých prací. Působil mimo jiné jako dlouholetý starosta „Jednoty divadelních ochotníků“ a místopředseda „Besedy občanské“ v Lošticích. V roce 1880 zemřela malířova manželka Kateřina Havelková a za dva roky v říjnu roku 1882 zemřel v Lošticích i malíř František Havelka.
O smrti Františka Havelky přinesl časopis Pozor dne 21. října 1882 tuto zprávu:
```
„Dne 17. t. m. zemřel v Lošticích vlastimil upřímný a chvalně známý malíř obrazů v okolí dalekém p. František Havelka, otec pana profesora Jana Havelky, maje věku svého 66 roků. Obrazy jeho kostelní, historické a podobizny na přemnohých místech viděti v severní Moravě. Také otec nebožtíkův byl malíř znamenitý, a v nejednom chrámu páně vedle obrazů nebožtíkových visí malby provedené otcem jeho Janem Havelkou. Až sepisovati se budou dějiny vlasteneckého umění našeho, zajisté nebudou v nich jména obou umělců těch na místě posledním. Jako dlouholetý starosta „Jednoty divadelních ochotníků“, místopředseda „Besedy občanské“ v Lošticích atd., získal sobě p. Fr. Havelka o rozkvět těchto spolků nedocenitelných zásluh. Čest budiž památce jeho!“
```

## Galerie

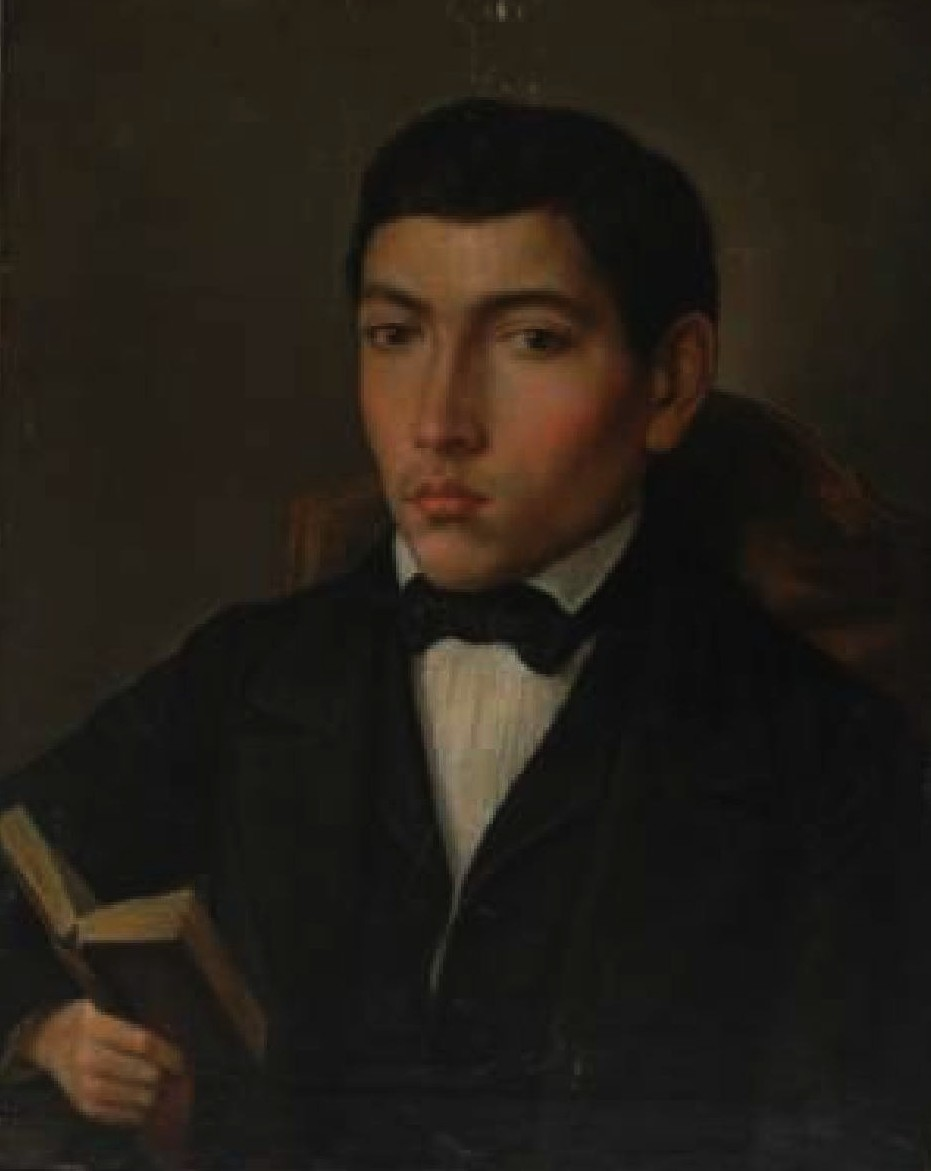
František Havelka – Autoportrét (2. pol. 19. stol.)
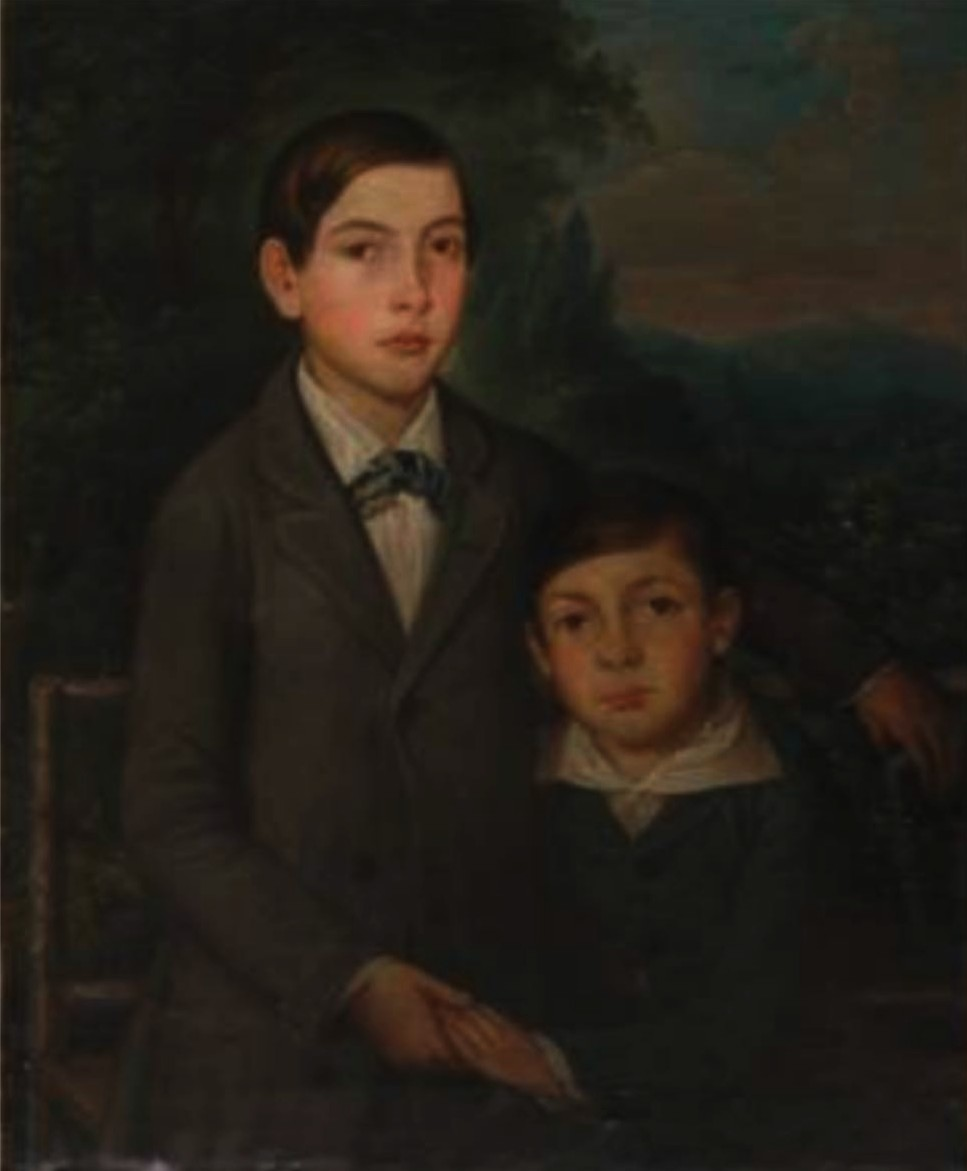
František Havelka – Portrét Jana a Karla Hevelky (1845)